# Louis Lepic

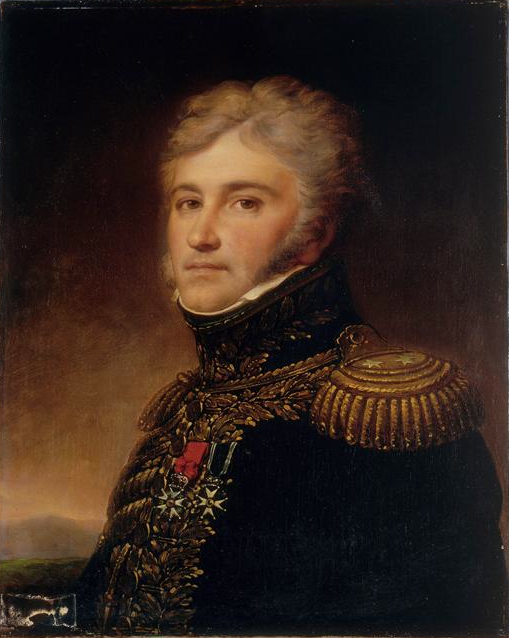
Louis Lepic

Louis Lepic (* 20. September 1765 in Montpellier; † 7. Januar 1827 in Andrésy) war ein französischer Général de division der Kavallerie.

## Leben
1781 meldete sich Lepic freiwillig zu den Dragonern der königlichen Armee und machte dort sehr schnell Karriere. Mit Erlaubnis der Assemblée nationale consttuante wurde im Herbst 1791 König Ludwig XVI. eine Garde zugebilligt. Im Herbst des darauffolgenden Jahres konnte Lepic dieser Garde constitutionelle du Roi bereits im Rang eines Lieutenant-colonel beitreten.
Als der König Ende 1793 hingerichtet worden war, kommandierte man Lepic und unter Befehl von General Jean-Baptiste Kléber. Hier war er bei der Niederschlagung des Aufstandes in der Vendée und den Kämpfen gegen die Armee der Emigranten eingesetzt.
1796 nahm Lepic an Napoleons Italienfeldzug teil und kämpfte u. a. in der Schlacht bei Montenotte (12. April 1796), in der Schlacht bei Millesimo (13. April 1796) und in der Schlacht bei Mondovi (20./22. April 1796).
Mit eigenem Kommando nahm Lepic unter Führung von Maréchal Joachim Murat am Vierten Koalitionskrieg teil. Er kämpfte u. a. bei Jena (14. Oktober 1806) und Preußisch Eylau (7./8. Februar 1807).
Unter Murat kämpfte Lepic auch in Spanien; u. a. vor Madrid (→Dos-de-Mayo-Aufstand).
Als Napoleon nach der Schlacht bei Paris (30. März 1814) abdankte, wandte sich Lepic dem Haus Bourbon zu. Als Napoleon die Insel Elba verlassen hatte und dessen Herrschaft der Hundert Tage begannen, lief Lepic wieder zum Kaiser über. Unter dessen Führung kämpfte er in der Schlacht bei Waterloo (18. Juni 1815). Während der Restauration ließ sich Lepic in Andrésy nieder und starb dort am 7. Januar 1827 im Alter von über 61 Jahren. Seine letzte Ruhestätte fand er auf dem Cimetière Montparnasse in Paris.

## Ehrungen
- Mai 1809 Baron de l’Émpire
- Januar 1815 Comte de l’Émpire
- Sein Name findet sich am östlichen Pfeiler (20. Spalte) des Triumphbogens am Place Charles-de-Gaulle (Paris).
- Die Avenue Lepic (Montpellier), der Boulevard Lepic (Aix-les-Bains) und die Rue Lepic (Paris) wurden ihm zu Ehren benannt.